# La Crescenta-Montrose
La Crescenta-Montrose ist ein census-designated place (CDP) im Los Angeles County im US-Bundesstaat Kalifornien. Der Ort hat eine Fläche von 8,9 km². Das U.S. Census Bureau hat bei der Volkszählung 2020 eine Einwohnerzahl von 19.997 ermittelt.

## Geographie
La Crescenta-Montrose liegt in dem Gebiet zwischen dem San Fernando Valley im Westen und dem San Gabriel Valley im Osten. Es grenzt an die Ortschaften Glendale und La Cañada Flintridge. Es grenzt südlich an den Angeles National Forest.

## Bevölkerung
Nach der Volkszählung 2000 bewohnten 18.507 Menschen La Crescenta-Montrose.
Das Gebiet wird von einem relativ hohen Anteil an weißen (66 %) und asiatischstämmigen (19,8 %) Personen bewohnt. Koreaamerikaner (14,7 %) und Deutschamerikaner (9,7 %) stellten die größte Gruppen nach ursprünglichen Herkunftsländern. dar. 5.251  Einwohner oder 28,4 % der Einwohner wurden nicht in den Vereinigten Staaten geboren. Unter den Zuwanderern sind als Herkunftsländer am stärksten Korea (37,9 %) und Iran (14 %) vertreten.  Das durchschnittliche Einkommen pro Haushalt betrug $82.693. Die durchschnittliche Größe eines Haushalts betrug 2,7 Personen.

## Geschichte
La Crescenta-Montrose gehörte zum Siedlungsgebiet der Tongva. Die weiße Besiedlung setzte wegen fehlender offener Wasserquellen erst spät ein. Zunächst war das Land dem Schullehrer Ignacio Coronel durch die mexikanische Regierung verliehen worden. Er nutzte das Gebiet lediglich als Weidegrund. Nach dem Bürgerkrieg siedelte sich der ehemalige Oberst in der Armee der Südstaaten Theodore Pickens an. Er nutzte das Gebiet für Holzeinschlag.  1881 erwarb der Doktor und ehemalige Goldsucher Benjamin Briggs einen erheblichen Teil der Ranch von Coronel und nannte sein Land  La Crescenta . Er erbaute hier ein Sanatorium für an Tuberkulose Erkrankte. Wegen der gesunden trockenen Luft siedelten sich weitere Sanatorien an, unter anderem solche, die von Hollywood-Stars während des Goldenen Zeitalters Hollywoods genutzt wurden.
Nachdem die umliegenden Hügel von Waldbränden von Vegetation entblößt waren, kam es um den Jahreswechsel 1933/1934 zu Erdrutschen und Überflutungen in La-Crescenta-Monrose, mindestens 45 Menschen starben. Woody Guthrie griff diese Flut in einem Lied auf. Im Oktober 1934 kam es zu erneuten Unwettern, die zum Tod zweier weiterer Personen führte.
In den 1930ern war der damalige Hindenburgpark in La Crescenta-Montrose Schauplatz mehrerer Aufmärsche des nationalsozialistischen Amerikanischen Bundes.

## Parks
In und um La Crescenta-Monrose bestehen zehn Parkanlagen.

## Söhne und Töchter
- Ryan Bittle (* 1976), Schauspieler
- Elliott Forbes-Robinson (* 1943), Autorennfahrer